# 一之瀬高橋の春駒

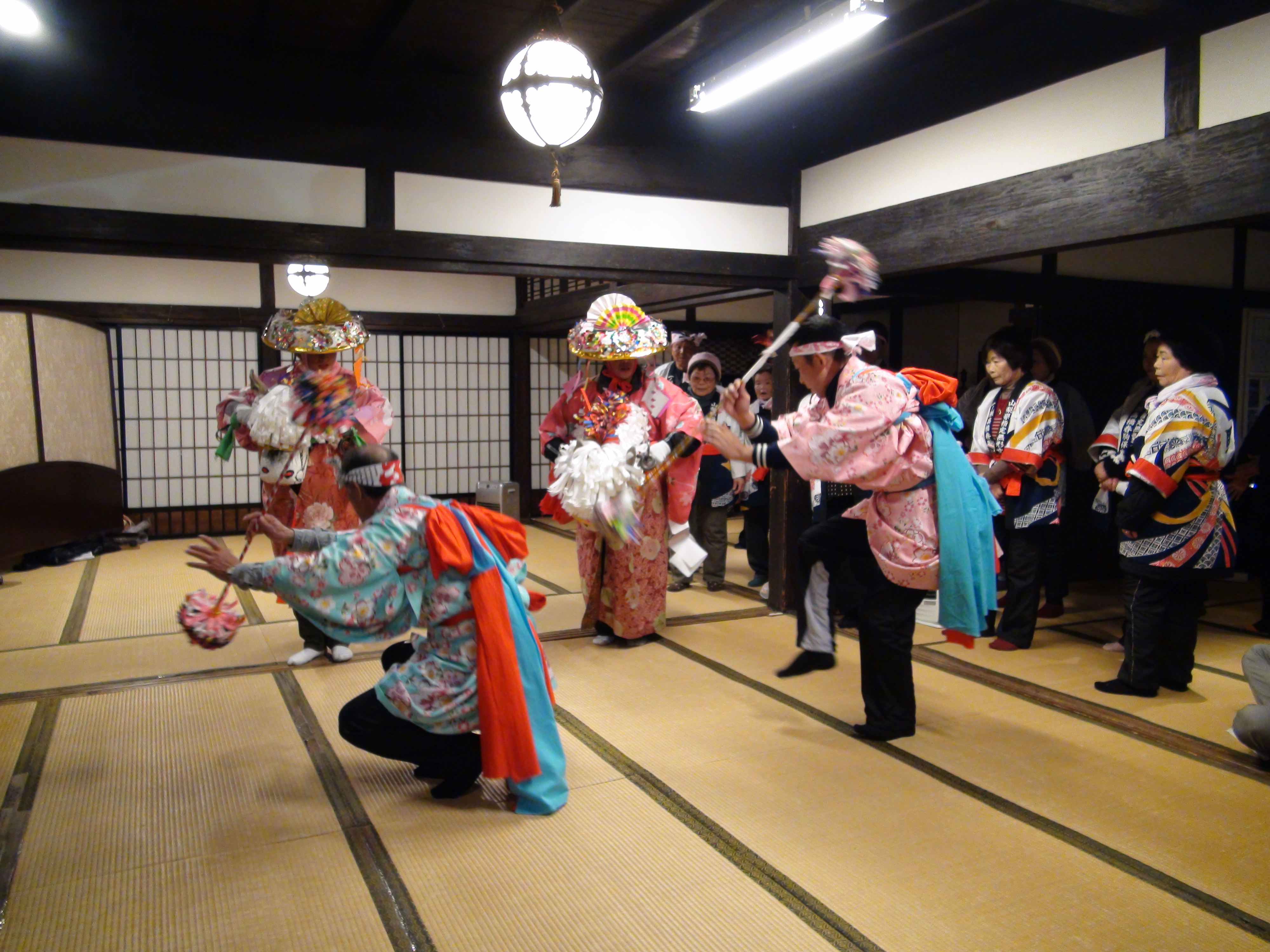
一之瀬高橋の春駒（2014年1月12日撮影）

一之瀬高橋の春駒（いちのせたかはしのはるこま）は、山梨県甲州市塩山一之瀬高橋に伝わる民俗芸能。記録作成等の措置を講ずべき無形の民俗文化財（選択無形民俗文化財）に選択されている。

## 一之瀬高橋地区と春駒
一之瀬高橋は県北東部に位置する。標高1000メートル以上の山間の集落で、「一之瀬」「二之瀬」「三之瀬」の各集落と、枝村である「落合」「高橋」地区から構成される。一之瀬・二之瀬地区は「シモ（下）」、三之瀬集落は「カミ（上）」と呼ばれ、ふたつの組が存在する。
古くから成立した一之瀬集落に対し、落合集落は成立が新しく、青梅街道が開通した明治10年代に成立した。一帯は多摩川の源流で、周辺の山林は東京都の水源涵養林として管理されている。地理的には甲州市塩山や東京都多摩地方、埼玉県秩父地方に近い。人口は平成19年（2007年）時点で30世帯・52人。過疎化が進み65歳以上の高齢者が半数を占める。生業は主に民宿経営や林業、土木、畑作などで、冬季は集落を離れる人も多い。昭和30年代までは炭焼きが主要な生業で、製炭組合は道祖神祭りや春駒の運営にも大きく関わっていた。製炭組合は昭和40年に解散され、以来村外への人口流出が加速し、過疎化が進んだ。
近辺には戦国期に栄えた黒川金山が所在しており、一之瀬集落は黒川金山の金山衆によって拓かれた集落であるとする伝承も残されている。集落内には黒川山金鶏寺が所在するほか、高橋地区には鶏冠神社の里宮が所在している。
一之瀬高橋の春駒は一之瀬上組・下組と落合地区にそれぞれの組ごとに伝承されており、1967年（昭和42年）に山梨県無形文化財に指定されると保存会が組織され、1971年（昭和46年）11月11日には国により選択無形民俗文化財に選択された。その後、1980年代には集落の過疎化に伴い春駒は衰退し、地元小学校・中学校で児童・生徒への伝承活動が行われたが、1989年（平成元年）を最後に途絶した。平成20年4月には一之瀬高橋地区出身の新会員やその子供らの手により、集落から離れた市街地を拠点に活動を再開した。

## 研究史
一之瀬高橋の春駒は昭和戦前・戦後期には一般に知られず、1940年（昭和15年）8月には山梨郷土研究会の実地調査である「夏草道中」において青梅街道が調査され、一之瀬高橋地区も経由されたが、春駒に関する言及は無かった。民俗学研究者の大森義憲も春駒の存在は知っていたが、実見したことは無かったという。
戦後には1962年（昭和37年）1月に山梨県立図書館郷土資料室司書で郷土史家の上野晴朗や清雲俊元らが春駒を実見し、山梨郷土研究会誌『甲斐路』において報告した。
1972年・73年には上野が『やまなしの民俗』を刊行し、春駒にも言及している。上野の著作により春駒の存在は一般にも知られるようになり、1977年には国文学者の益田勝実が『文学』において春駒探訪記を発表している。

## 春駒の内容

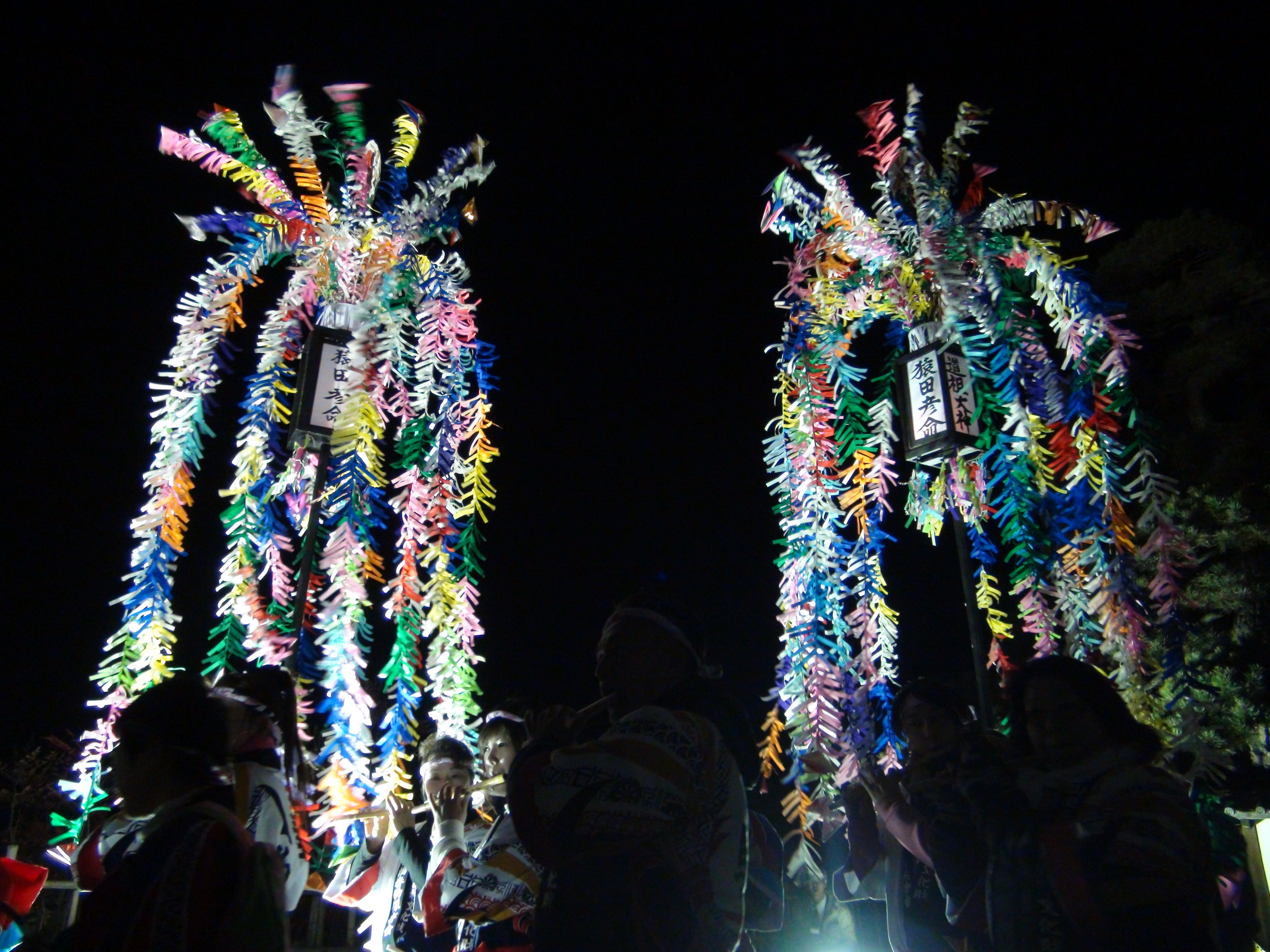
祭事で使用される万灯（カミタテ）

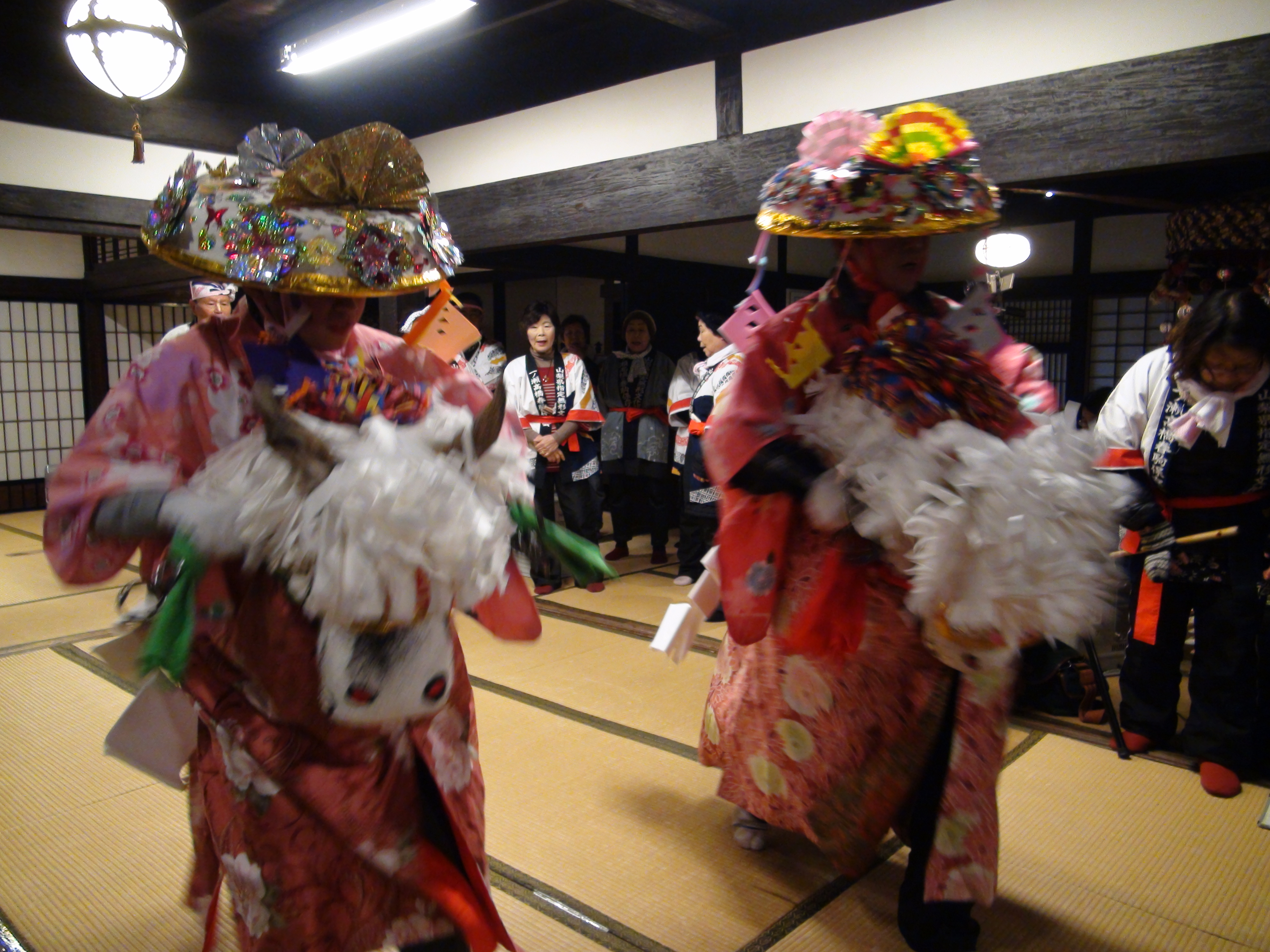
春駒

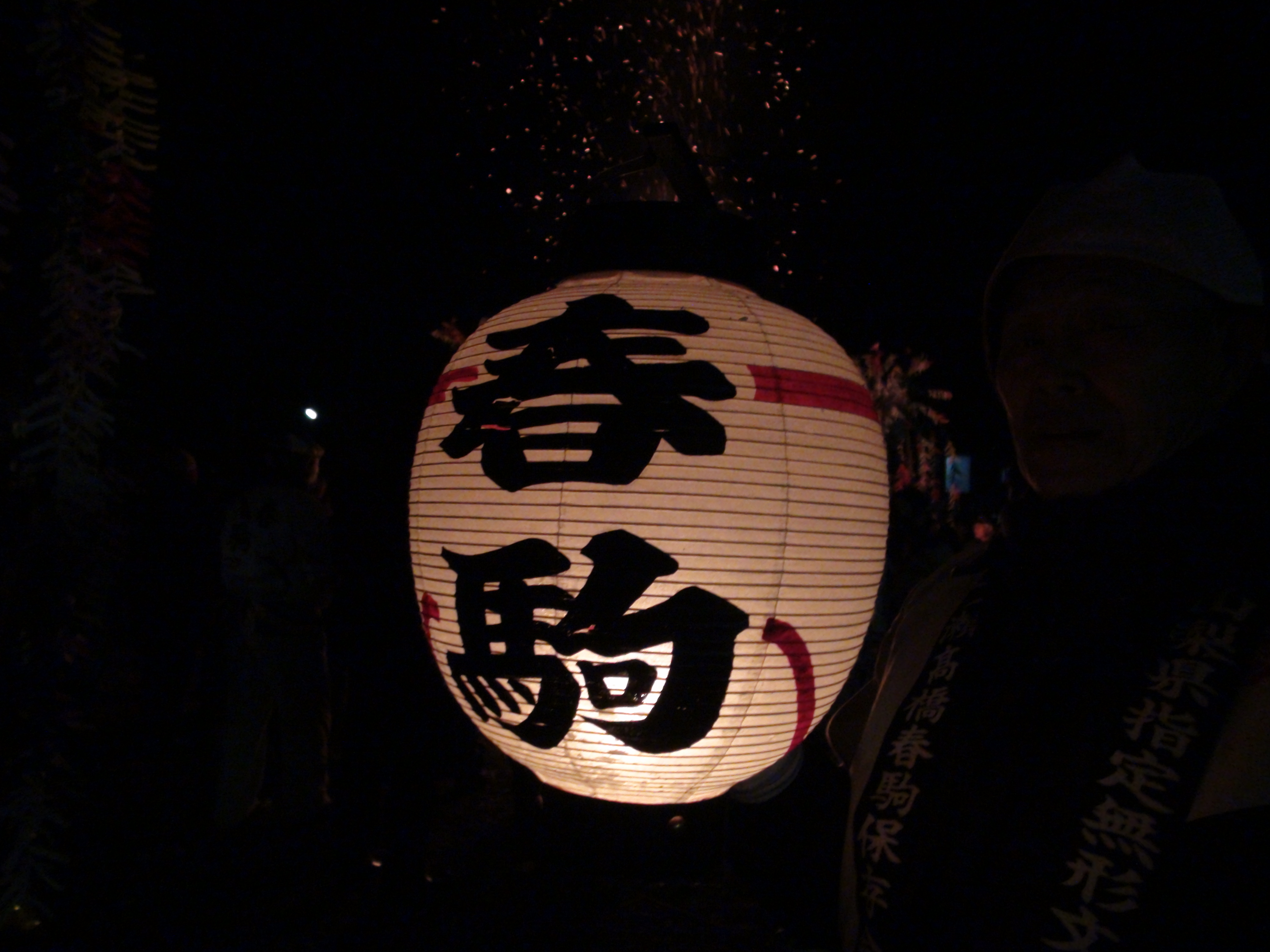
春駒の提灯

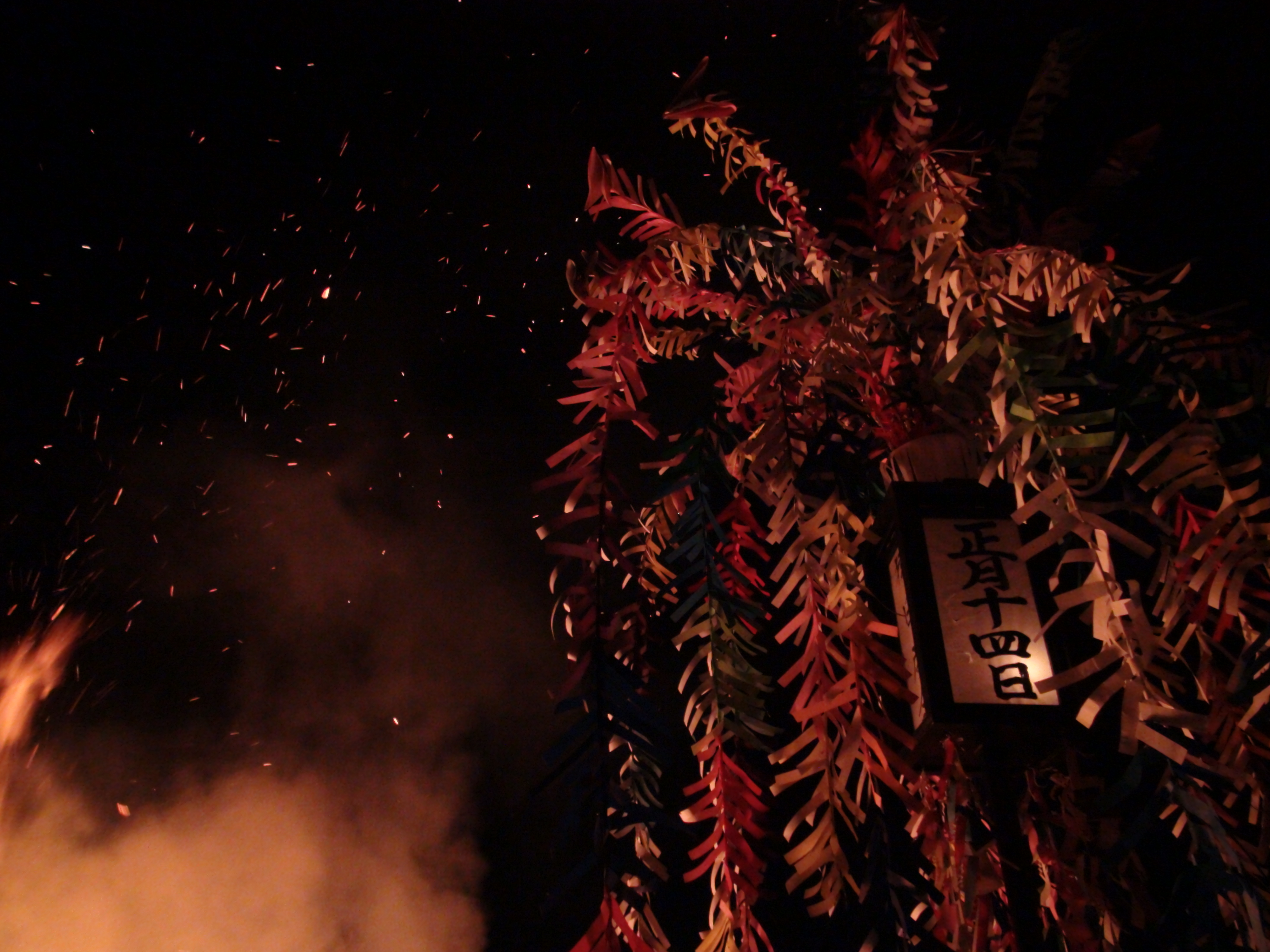
どんど焼きの炎に照らされるカミタテ

「春駒」は日本各地に伝承される民俗芸能で、白馬の飾りを付け乗馬姿を模した馬役と、馬子を模した「露払い」が組んで踊るウマオドリを中心とする。一之瀬高橋の春駒の発祥は不明であるが、黒川金山の金山衆に関わる伝承が残されている。山梨県では全県的に小正月の道祖神祭りが盛んであるが、一之瀬高橋の春駒についても、別当を選出するためのくじに「道祖神」と書かれることや、春駒の行列に「ドウソジン、ドウソジン」の掛け声が見られることから、道祖神祭りの一種であると考えられている。なお、「春駒」は県無形文化財に指定されてから行事全体を指す呼称として定着しているが、本来は行事全体を「ドウソジン」、民俗芸能は「ウマオドリ」と呼称していた。

### 春駒の構成
春駒は正月の年初に各組と別当が行事執行に関して相談する。3日には道中笛でお囃子を奏でながら祝儀金（寄進）を集め歩くカミアツメ（紙集め）が行われる。落合地区では7日にカミアツメが行われる。
11日にはカミタテ（神立て）と呼ばれる、別当宅でダシ（万灯）、ヤナギ（と万灯に施されるヤナギ状の飾り）、幣束、札、ウマなど春駒に用いられる諸道具の制作が行われる。また、同日には春駒の行列が集落内の神社や小祠、寺をめぐるカミマイリ（神参り）が行われ、他組の春駒行列と出会った際には太鼓や鉦を鳴らし賑やかにすれ違うブチアワセ（打ち合わせ）が行われる。
14日にはドウソウジン（道祖神）が行われ、春駒の行列が別当宅から道祖神場や集落の各戸を巡り、ウマオドリが行われる。道祖神場ではシャチ祝い（寄進の読み上げ）、ドンドンヤキ、ウマオドリが行われ、前年に結婚や子供の誕生など祝い事があった家では寄進の額も多く、水祝儀と呼ばれる盛大な練り込みが行われる。各家ではウマオドリに先立ち寄進の返礼として、「弁慶」が行われる。「弁慶」は主に子供が務め、道祖神の御札や返礼の品を持ち、当主にお札や品物を渡すまで奇数回で練りを行う。このように春駒には新しいムラの構成員の披露という社会的要素も存在していた。
翌15日には、翌年に行われる春駒の別当を決定するベットウオクリ（別当送り）が行われる。

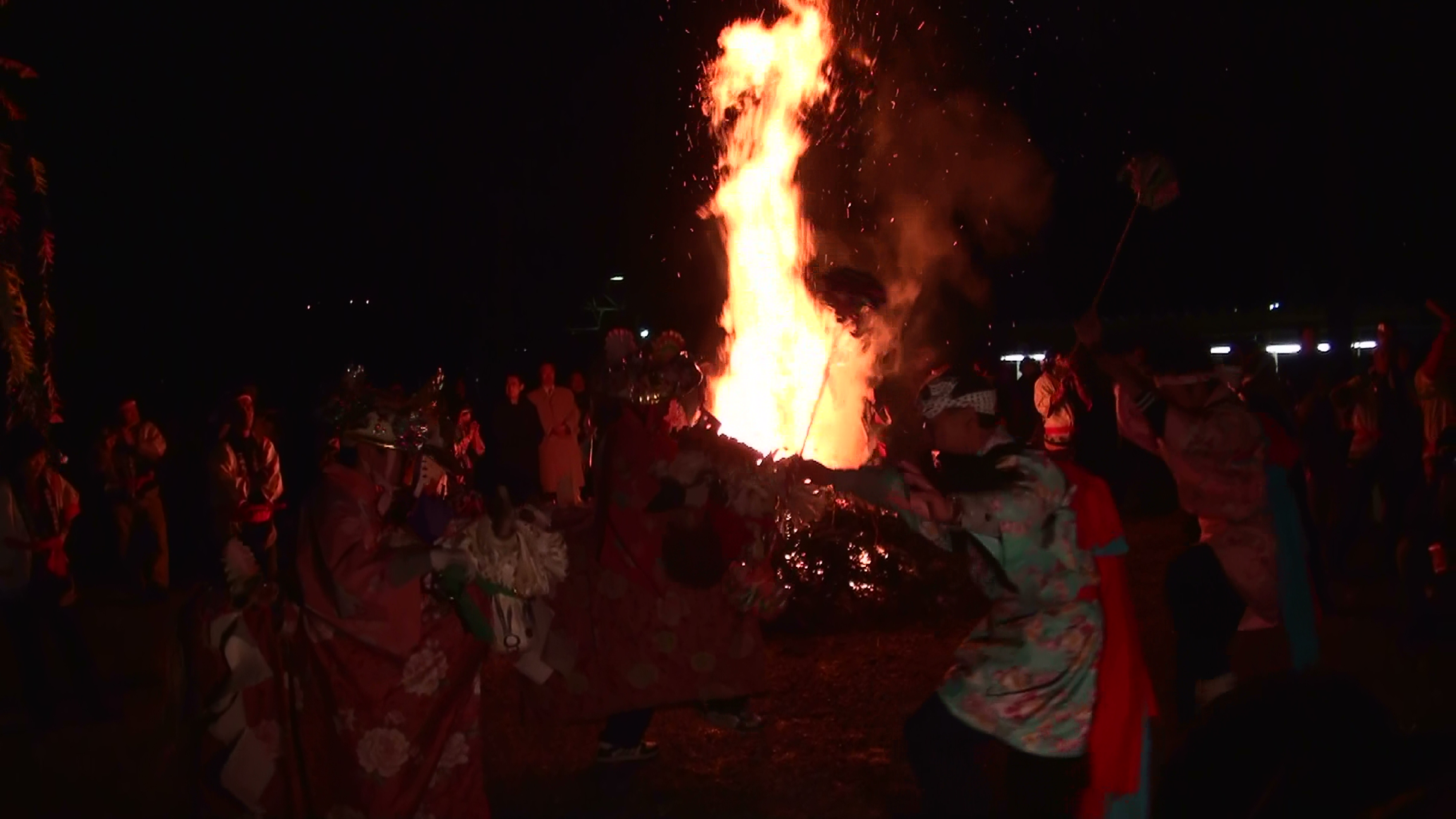
ウマオドリ。馬役2名と馬子（露払い役）2名の、計2組4名で行われる。

### 別当の役割
春駒において別当の果たす役割は大きく、別当宅では春駒の道具一式を管理し、準備作業や練習なども行われた。別当宅は当日の拠点となるヤドとなり、当日の寄進の読み上げや笛・太鼓の開始を知らせる掛け声、先頭を歩き行列を誘導するなど春駒の執行において重要な役目を果たす。別当には個人の裁量に委ねられる決定事項もあり気苦労も多いが、別当を務めることは名誉とされた。 ベットウオクリにおいて、かつては「道祖神」と書かれた紙を用いたくじ引きで選定していたが、春駒の衰退した昭和40年代以降には持ち回り制で行われている。未成年者は3年間の猶予が与えられ、寡婦は別当になれないなどの規定があった。